# بطولة سوبركارز
بطولة سوبركارز هي سباق سيارات تقام في أستراليا وتتبع لوائح الاتحاد الدولي للسيارات.تقام سلسلة السبافات في جميع ولايات أستراليا. تقام جولة دولية في نيوزيلندا كما أقيمت فعاليات سابقة في الصين، البحرين، الإمارات العربية المتحدة والولايات المتحدة.